# Episyrphus flavibasis
Episyrphus flavibasis är en tvåvingeart som först beskrevs av Keiser 1971.  Episyrphus flavibasis ingår i släktet flyttblomflugor, och familjen blomflugor.
Artens utbredningsområde är Madagaskar. Inga underarter finns listade i Catalogue of Life.